# Giải bóng đá hạng nhì quốc gia Cộng hòa Síp 2000–01
Giải bóng đá hạng nhì quốc gia Cộng hòa Síp 2000–01 là mùa giải thứ 46 của bóng đá hạng nhì Cộng hòa Síp. Alki Larnaca giành danh hiệu thứ 3.

## Thể thức thi đấu
Có 14 đội tham gia Giải bóng đá hạng nhì quốc gia Cộng hòa Síp 2000–01. Tất cả các đội đều thi đấu 2 trận, một trân sân nhà và một trận sân khách. Đội nhiều điểm nhất sẽ lên ngôi vô địch. Ba đội đầu bảng thăng hạng Giải bóng đá hạng nhất quốc gia Cộng hòa Síp 2001–02 và ba đội cuối bảng xuống hạng Giải bóng đá hạng ba quốc gia Cộng hòa Síp 2001–02.

### Hệ thống điểm
Các đội bóng nhận 3 điểm cho một trận thắng, 1 điểm cho một trận hòa và 0 điểm cho một trận thua.

## Thay đổi so với mùa giải trước
Các đội thăng hạng Giải bóng đá hạng nhất quốc gia Cộng hòa Síp 2000–01
- Digenis Morphou
- Aris Limassol
- Doxa Katokopias

Các đội xuống hạng từ Giải bóng đá hạng nhất quốc gia Cộng hòa Síp 1999–2000
- Ethnikos Assia
- Anagennisi Deryneia
- Alki Larnaca

Các đội thăng hạng từ Giải bóng đá hạng ba quốc gia Cộng hòa Síp 1999–2000
- THOI Lakatamia
- Rotsidis Mammari
- Kinyras Empas

Các đội xuống hạng Giải bóng đá hạng ba quốc gia Cộng hòa Síp 2000–01
- PAEEK FC
- Iraklis Gerolakkou

## Bảng xếp hạng
| Vị thứ | Đội                            | St. | T. | H. | B. | BT. | BB. | BT. | Đ. | Ghi chú                                                                  |
| ------ | ------------------------------ | --- | -- | -- | -- | --- | --- | --- | -- | ------------------------------------------------------------------------ |
| 1      | Alki Larnaca                   | 26  | 16 | 8  | 2  | 70  | 30  | 40  | 56 | Vô địch-thăng hạng Giải bóng đá hạng nhất quốc gia Cộng hòa Síp 2001–02. |
| 2      | Ethnikos Assia                 | 26  | 14 | 9  | 3  | 48  | 20  | 28  | 51 | Thăng hạng Giải bóng đá hạng nhất quốc gia Cộng hòa Síp 2001–02.         |
| 3      | Ermis Aradippou                | 26  | 14 | 5  | 7  | 39  | 31  | 8   | 47 | Thăng hạng Giải bóng đá hạng nhất quốc gia Cộng hòa Síp 2001–02.         |
| 4      | Anagennisi Deryneia            | 26  | 12 | 5  | 9  | 44  | 39  | 5   | 41 |                                                                          |
| 5      | THOI Lakatamia                 | 26  | 12 | 4  | 10 | 41  | 36  | 5   | 40 |                                                                          |
| 6      | Onisilos Sotira                | 26  | 11 | 6  | 9  | 48  | 28  | 20  | 39 |                                                                          |
| 7      | Omonia Aradippou               | 26  | 10 | 9  | 7  | 45  | 39  | 6   | 39 |                                                                          |
| 8      | AEZ Zakakiou                   | 26  | 10 | 5  | 11 | 42  | 43  | -1  | 35 |                                                                          |
| 9      | Anagennisi Germasogeias        | 26  | 8  | 8  | 10 | 34  | 48  | -14 | 32 |                                                                          |
| 10     | APEP                           | 26  | 9  | 5  | 12 | 41  | 63  | -22 | 32 |                                                                          |
| 11     | Chalkanoras Idaliou            | 26  | 8  | 7  | 11 | 47  | 43  | 4   | 31 |                                                                          |
| 12     | Kinyras Empas                  | 26  | 6  | 6  | 14 | 27  | 42  | -15 | 24 | Xuống hạng Giải bóng đá hạng ba quốc gia Cộng hòa Síp 2001–02.           |
| 13     | Rotsidis Mammari               | 26  | 6  | 2  | 18 | 33  | 57  | -24 | 20 | Xuống hạng Giải bóng đá hạng ba quốc gia Cộng hòa Síp 2001–02.           |
| 14     | AEK/Achilleas Ayiou Theraponta | 26  | 5  | 3  | 18 | 32  | 72  | -40 | 18 | Xuống hạng Giải bóng đá hạng ba quốc gia Cộng hòa Síp 2001–02.           |

Hệ thống điểm: Thắng=3 điểm, Hòa=1 điểm, Thua=0 điểm
Quy tắc xếp hạng: 1) Điểm, 2) Hiệu số, 3) Bàn thắng

## Kết quả
| ↓Home / Away→  | AEZ | AEK | ALK | ANG | AND | APP | ETH | ERM | THL | KIN | OMN | ONS | RTS | CHL |
| -------------- | --- | --- | --- | --- | --- | --- | --- | --- | --- | --- | --- | --- | --- | --- |
| AEZ            |     | 1-2 | 1-1 | 4-2 | 2-3 | 4-0 | 0-0 | 2-1 | 1-3 | 1-2 | 0-0 | 0-0 | 4-1 | 1-1 |
| AEK            | 2-5 |     | 2-5 | 1-1 | 0-2 | 0-2 | 0-3 | 2-2 | 2-1 | 1-0 | 2-7 | 0-2 | 5-3 | 2-1 |
| Alki           | 4-0 | 5-1 |     | 4-1 | 2-1 | 4-0 | 2-2 | 6-0 | 4-4 | 2-2 | 4-0 | 2-1 | 1-1 | 0-2 |
| Anagennisi G.  | 0-1 | 2-2 | 1-4 |     | 5-3 | 1-3 | 0-0 | 0-1 | 1-1 | 2-0 | 3-3 | 1-0 | 3-2 | 1-6 |
| Anagennisi H.  | 3-1 | 2-1 | 1-1 | 0-1 |     | 1-1 | 1-2 | 0-0 | 1-0 | 3-0 | 3-2 | 2-1 | 4-1 | 3-2 |
| APEP           | 3-0 | 2-1 | 1-3 | 0-1 | 1-2 |     | 0-6 | 2-2 | 4-3 | 4-1 | 1-1 | 2-1 | 2-1 | 1-0 |
| Ethnikos Assia | 3-0 | 3-1 | 2-3 | 3-0 | 1-0 | 1-0 |     | 2-0 | 0-0 | 2-0 | 0-0 | 0-0 | 2-0 | 2-2 |
| Ermis          | 1-0 | 5-0 | 0-1 | 2-1 | 4-1 | 1-1 | 1-0 |     | 2-0 | 3-1 | 0-0 | 2-1 | 2-1 | 2-1 |
| ENTHOI         | 3-1 | 2-1 | 0-0 | 0-3 | 3-2 | 5-2 | 2-0 | 2-1 |     | 2-1 | 4-1 | 0-3 | 3-1 | 2-0 |
| Kinyras        | 1-3 | 2-1 | 1-3 | 0-0 | 2-0 | 5-0 | 1-1 | 1-3 | 1-0 |     | 1-1 | 1-2 | 0-2 | 0-0 |
| Omonia         | 1-2 | 2-0 | 2-2 | 1-1 | 1-1 | 3-0 | 1-5 | 2-3 | 2-0 | 4-1 |     | 2-0 | 2-1 | 3-0 |
| Onisilos       | 1-4 | 7-2 | 2-1 | 5-0 | 1-1 | 8-2 | 2-3 | 3-0 | 1-0 | 0-0 | 3-0 |     | 2-2 | 0-0 |
| Rotsidis       | 1-2 | 1-0 | 1-4 | 0-1 | 2-1 | 3-2 | 2-3 | 0-1 | 1-0 | 0-2 | 1-2 | 0-2 |     | 2-5 |
| Chalkanoras    | 4-2 | 4-1 | 1-2 | 2-2 | 2-3 | 5-5 | 2-2 | 1-0 | 0-1 | 2-1 | 1-2 | 1-0 | 2-3 |     |